# مارك أوستين
مارك أوستين (بالإنجليزية: Mark Austin)‏ هو ملحن نيوزلندي، ولد في 1958.

## روابط خارجية
- مارك أوستين على موقع IMDb (الإنجليزية)